# Fuochi d'artificio (film 1938)
Fuochi d'artificio è un film del 1938 diretto da Gennaro Righelli.
Il film è tratto dalla commedia omonima di Luigi Chiarelli.

## Trama
Gerardo di Jersay, giovane di bella presenza partito anni prima per l'America con la speranza di fare fortuna, ma tornato in Italia senza un soldo, prende alloggio in un albergo dove, complice un equivoco, si sparge la voce che egli sia un milionario in incognito.
Un singolare personaggio, conosciuto solo con il soprannome di "Scaramanzia", si fa assumere da Gerardo come suo segretario e, chiedendo a sua insaputa dei soldi in prestito a suo nome, gioca in borsa ed inaspettatamente riesce a guadagnare milioni, rendendo così Gerardo milionario per davvero.

## Produzione

### Cast
L'attrice Italia Volpiana fu anche conosciuta in seguito con il nome di Neda Naldi.